# Blejska Dobrava
Blejska Dobrava – wieś w Słowenii, w gminie Jesenice. W 2018 roku liczyła 914 mieszkańców.